# Нянь
Нянь (кит. «рік» 年), або няньшоу («новорічний звір» 年獸) — мотив у сучасному китайському фольклорі, який роз'яснює святковий гомін у традиції Нового року Східної Азії. Роз'яснення ґрунтується на легенді, яка описує виконання екзорцизму: нянь — це мовби дивовижний та небезпечний звір, який приходить у Новий Рік, але боїться червоного кольору та шуму.
Класичних свідоцтв про існування цієї легенди нема. Згідно епіграфічним дослідженням, ієрогліф 年 зображує зрілий колос та стосується селянського добробуту. Паралельно існують згадки про ритуали «вигнання звіру гоміном» (серед найраніших — «Шень-ї цзін» 神異經, «Трактат про містичне та дивне», 3 ст. н. е., дин. Цзінь).
У 2016 році легенду популяризував «Пан Нянь» (年兽大作战, англ. Mr. Nian) — анімаційний повнометражний фільм для дітей.

## Легенда
Згідно з пізньою легендою, раз на рік на початку китайського Нового року нянь вилазить зі свого сховку, щоб поживитися збіжжям, людьми та тваринами; особливо ж нянь полюбляє їсти дітей. Іноді опис його зовнішності включає тіло собаки з мордою лева. Інші версії приписують йому дуже великий розмір (більший за слона), роги та багато гострих зубів.
Одного разу в село, куди мав прийти нянь, прибув жебрак (варіант — даоський монах), який шукав нічліг. Всі жителі втекли в гори, боячись чудовиська. Лише одна стара жінка, що лишилася в селі, погодилася лишити його наніч у своєму будинку. За це жебрак віддячив, розповівши як прогнати няня. Треба було запалити в будинку ліхтарі та обклеїли житло червоним папером, а на подвір'ї спалити бамбук (під час горіння він голосно тріщить). Стара зробила як порадив гість і нянь, злякавшись, утік. Щоб відсвяткувати перемогу над чудовиськом, люди одягалися в нове і ходили до сусідів, щоб розділити радість. Звістка поширилася, і всі дізналися як захиститися від звіра. Існує версія, що няня приборкав даоський монах Хунцзюнь Лаоцзу, і відтоді їздив верхи на няневі.
Інший варіант легенди пояснює, що няня вигнав великий лев або селяни зробили фігуру лева, якої злякався нянь.

## В обрядовості
Китайська назва свята Нового року «гоу нянь» перекладається як «пройти через нянь» або «подолати нянь». «Нянь» тут може розумітися як «рік» або як ім'я чудовиська.
Символічне вигнання няня може виконуватися жителями міст і сіл шляхом прикрашання домівок червоним кольором і запуском феєрверків. На китайський Новий рік також можуть влаштовуватися святкові паради, призначені виганяти злих духів узагалі, і няня з-поміж них.
Легенда про вигнання няня левом відображена в «танцеві лева».